# Kloster La Coudre
Kloster Notre-Dame de La Coudre (lat. Abbatia Beatae Mariae de Immaculata Conceptione; franz. Abbaye Cistercienne La Coudre) ist eine französische Trappistinnenabtei in Laval, Département Mayenne.

## Geschichte

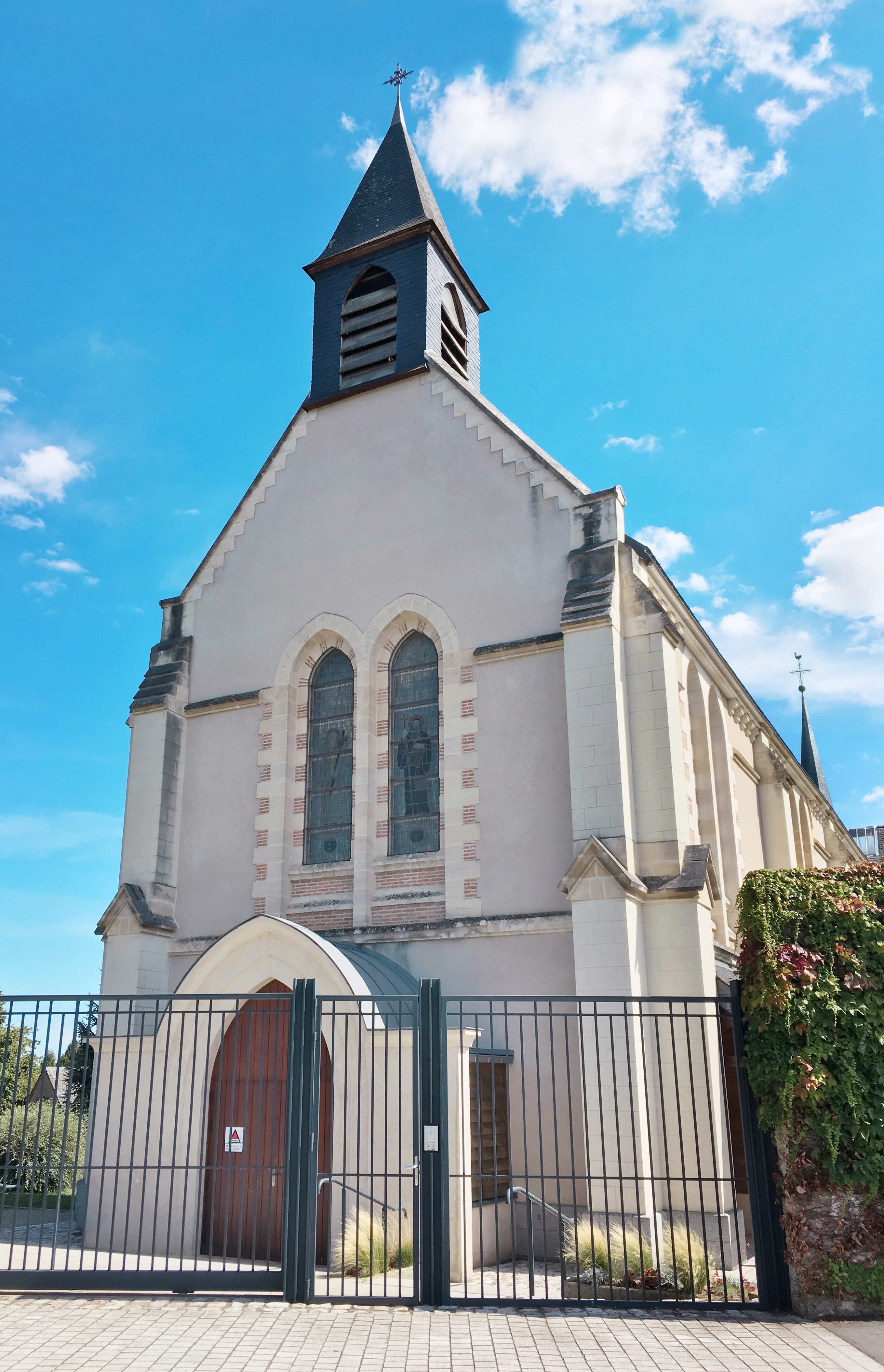
Abteikirche La Coudre

Die im (von Augustin de Lestrange eingerichteten) Kloster Darfeld in Westfalen im Exil lebenden französischsprachigen Trappistinnen, die 1811 dem Edikt Napoleons zur Aufhebung des Zisterzienserordens in das Untergrundkloster Borsut (auch: Borsu) bei Verlaine im heutigen Belgien gewichen waren, wo sie unter der geistlichen Leitung von François-Marie Van Langendonck standen, übernahmen 1816 unter ihrer Oberin Elisabeth Piette vor den Toren von Laval in Grenoux das von dem Darfelder Abt Eugène de Laprade auf der Basis von Schenkungen und Spenden restaurierte Kloster Sainte Catherine. 1819 wurde es Priorat und 1826 als Abtei bestätigt. Von 1822 bis 1858 unterhielten sie eine Mädchenschule.
1859 wechselten die Nonnen in die im Süden von Laval (Avesnières) von ihnen neu erbaute Abtei La Coudre und richteten dort 1874 nach dem Vorbild des nahegelegenen Trappistenklosters Port-du-Salut eine Käserei ein, die seitdem besteht und den Käse unter der Marke Véritable Trappe verkauft. Sie bauten 1877 eine Kirche (Neubau 1994), sowie 1967 einen Gästetrakt und 1985 ein Altersheim. Daneben bewies das reich bevölkerte Kloster seine Dynamik durch zahlreiche Gründungen bis in die neueste Zeit, sowie durch einen 2015 erschienenen Comic mit dem Titel L’Abbaye cistercienne de La Coudre. 200 ans de veille aux portes de Laval. Tout prend vie quand passe l’esprit (Die Zisterzienserinnenabtei La Coudre. 200 Jahre Wacht vor den Toren von Laval. Wo der Geist weht, wird alles lebendig).

### Gründungen
Von Kloster La Coudre (beziehungsweise Sainte Catherine) gingen folgende Besiedelungsversuche, Besiedelungen und Gründungen aus:
- 1836 ergänzende Besiedelung von Kloster Mondaye in Juaye-Mondaye, Département Calvados, gescheitert, Aufteilung der Schwestern auf Kloster Gardes  in Saint-Georges-des-Gardes, Département Maine-et-Loire, Kloster Lyon-Vaise und Kloster Maubec in Montélimar.
- 1837 neuerliche Besiedelung von Kloster Mondaye; 1845 Umsiedlung nach Kloster La Cour-Pétral in Boissy-lès-Perche (Département Eure-et-Loir); von dort 1935 Gründung von Kloster Clairefontaine-Cordemois in Bouillon (Belgien).
- 1841–2012 Kloster Ubexy in Ubexy (aufgegangen in Kloster Igny).
- 1875 Kloster Sacré-Coeur in Mâcon; vertrieben, 1908 Gründung in Brasilien von Kloster Tremembé; 1921 Verlegung nach Nova Friburgo; 1929 Verlegung nach Kloster Feluy in Seneffe, Belgien; 1932 Verlegung nach Kloster Chambarand.
- 1893–2011 Trappistinnenabtei Belval in Troisvaux, Département Pas-de-Calais (aufgegangen in Kloster Igny).
- 1903–1919 Notre Dame de Bonne Garde in Blitterswijck, Venray, Niederlande (als Zuflucht gedacht, wegen Überschwemmungen aufgegeben).
- 1920 Kloster Sainte-Anne-d’Auray; 1953 Verlegung nach Kloster Campénéac, Bretagne.
- 1929 Wiederbesiedelung von Kloster Igny.
- 1968 Wiederbesiedelung von Kloster Grandselve in Obout, bei Mfou, Kamerun.
- 1981 Kloster Le Jassonneix in Meymac, Département Corrèze.

Weitere Besiedelungshilfen für Klöster in Japan und Mexiko.

### Äbtissinnen
- Elisabeth Piette (Oberin 1811; Priorin 1819; Äbtissin 1827–1852)
- Marie-Joseph Guillot (1852–1855)
- Agathe Guyot (1856–1868)
- Clémence Brunetot (1868–1884)
- Emmanuel Joly (1884–1890) (Der männliche Vorname darf nicht irritieren.)
- Marie-Antoinette Leffry (1890–1900)
- Lutgarde Hémery (1900–1944)
- Sébastien Gaudin (Oberin 1944–1945)
- Bernardine Nourry (1945–1954)
- Marie-Claire Lelu (1954–1965)
- Véronique Delebarre (1965–1988)
- Benoît Boucher (Administratorin 1988–1989)
- Natalie Lebrun (1989–1995)
- Myriam Fontaine (1995–)

### Handbuchliteratur
- Philippe Méry: Abbayes, prieurés et couvents de France. Editions du Crapaud, La Roche sur Yon 2013, S. 408 (mit Bild).
- Bernard Peugniez: Le guide routier de l'Europe cistercienne. Esprit des lieux. Patrimoine. Hôtellerie. Editions du Signe, Straßburg 2012, S. 280–281 (mit Bild).